# Der Bulle von Tölz: Tod nach der Disco
Tod nach der Disco ist ein deutscher Fernsehfilm von Werner Masten aus dem Jahr 2002 nach einem Drehbuch von Franz Xaver Sengmüller. Es ist die 38. Folge der Krimiserie Der Bulle von Tölz mit Ottfried Fischer als Hauptdarsteller in der Rolle des Hauptkommissars Benno Berghammer. Die Erstausstrahlung erfolgte am 23. Oktober 2002 auf Sat.1.

## Handlung
Harald Kolka bringt seine Tochter Juliane und deren Freundin Roswitha Scharnagl mit dem Auto zu einer Disco. Um Mitternacht fährt nur Juliane wieder mit nach Hause; Roswitha will sich noch eine Weile amüsieren und vertraut darauf, dass sich jemand findet, der sie später heimbringen wird. Am nächsten Morgen ist das Mädchen spurlos verschwunden; lediglich ihre Handtasche wird in einem Waldstück gefunden. Fast alle Bewohner ihres Hauses, darunter die Kolkas und der Student Stefan Gründl, machen sich auf die Suche. Resi Berghammer, die ihrem Betriebsprüfer Kolka zu Hause einen Besuch abstatten will, weil sie ihn im Finanzamt nicht angetroffen hat, entdeckt Roswithas Leiche im Schwimmbad des Hauses. Das Mädchen wurde ertränkt und anschließend übers Wochenende im Heizungskeller versteckt. Da sich Roswithas Ausweispapiere und Schlüsselbund in ihrer Handtasche befinden, muss sie jemanden herausgeklingelt haben, um ins Haus zu kommen, doch von den befragten Bewohnern hat niemand etwas mitbekommen.
Kommissarin Sabrina Lorenz macht in der Disco einen jungen Mann ausfindig, der Roswitha Scharnagl mit dem Auto mitgenommen hat. Dieser gibt an, sie seien in ein Waldstück gefahren, um zu schmusen, doch habe sie nicht so weit wie er gehen wollen und sei ausgestiegen. Er sei ihr gefolgt, aber sie habe ihm die Handtasche übergebraten und sei weggelaufen; dabei habe sie die Tasche verloren. Er sei dann alleine nach Hause gefahren.
Benno Berghammer und Sabrina Lorenz finden heraus, dass Harald Kolka mit seiner verheirateten Nachbarin Corinna Behrends ein heimliches Verhältnis hatte, von dem nur Roswitha Scharnagl wusste. In ihrem Tagebuch schwärmt sie von ihm und wünscht sich an die Stelle seiner Geliebten. Sie erwähnt auch, dass sie ihm einen Liebesbrief unter der Wohnungstür durchgeschoben habe, der seinerseits ohne Reaktion geblieben sei.
Als Benno Berghammer auf Juliane Kolkas Fensterbrett kleine Steine findet, wird ihm klar, wie Roswitha Scharnagl ins Haus gekommen ist. Die beiden Kommissare suchen Juliane Kolka auf und bitten sie um den Liebesbrief, den Roswitha unter der Tür durchgeschoben hat, doch Juliane will ihn verbrannt haben. Sie habe Roswitha gesagt, sie habe ihren bescheuerten Liebesbrief gelesen und sie solle ihren Vater endlich in Ruhe lassen. Da habe sie zu lachen begonnen und gesagt, dass sie längst mit ihm geschlafen habe, und wie toll es gewesen sei. Da habe sie Roswitha gepackt und unter Wasser gedrückt, bis sie sich nicht mehr gerührt habe. Juliane Kolka gibt auch zu, dass sie am Montagmorgen in den Heizungskeller gegangen ist, um mit der Schubkarre die Leiche wegzubringen. Sie sei erschrocken, als sie plötzlich eine fremde Stimme vernommen habe, und da sei Roswitha ins Schwimmbecken gefallen.

## Hintergrund
Die Dreharbeiten erfolgten in Bad Tölz und Bad Wiessee (Wohnsiedlung); als Schauplatz für die „Pension Resi“ diente das Hollerhaus Irschenhausen.

## Kritik
Die Programmzeitschrift TV Spielfilm schreibt: „Alles ist so deutlich ausgeschildert, als wollten die Bewohner der Lindenstraße einen Krimi aus dem Stegreif spielen.“ Fazit: „Geheimniskrämerei der behäbigen Sorte.“